# Betroka
Betroka est une commune urbaine malgache, chef-lieu du district de Betroka, située dans la partie nord-est de la région d'Anosy.

## Géographie
Betroka se situe à la route nationale no 13 (Ihosy-Tôlanaro) à 118 km d'Ihosy, 77 km d'Isoanala et 203 km d'Antanimora Sud.
La ville accueille l'aérodrome de Betroka. La Réserve spéciale de Kalambatritra se situe à 55 km à l'Est de Betroka.